# N445 (België)
De N445 is een gewestweg in België tussen Zele (N47) en Gent (N70).
De weg heeft een lengte van ongeveer 24 kilometer. De gehele weg bestaat uit twee rijstroken voor beide rijrichtingen samen.
De N445 werd uitgebreid van Zele Torenhof naar het Veldeken in de jaren 1990 en vervolgens tot aan de Europalaan (N47) in 2003.

## Plaatsen langs de N445
- Zele
- Donk
- Overmere
- Kalken
- Destelbergen
- Gent

## N445a
De N445a is een korte verbindingsweg onder het treinstation Gent-Dampoort door. Rond deze plek onder het station liggen tevens meerdere verbindingswegen.